# Domenico Piccoli (aviatore)
Domenico Piccoli, (Schio, 5 marzo 1882 – Quinzano, 29 marzo 1967) è stato un aviatore italiano, considerato un pioniere dell'aviazione per aver progettato e realizzato due dirigibili, l'Ausonia e l'Ausonia bis nel corso degli primi anni dieci del XX secolo. Dopo lo scoppio della prima guerra mondiale prestò servizio come ufficiale di complemento nel Regio Esercito volando come comandante sui dirigibili P.7, U.5 e DE..

## Biografia
Nacque a Schio il 5 marzo del 1882, all'interno di una famiglia nobile, figlio di Francesco e Ausonia Miotti .
Spinto da una forte passione per i motori, all'età di venti anni partecipava a gare in automobile valide per il “Campionato Internazionale Automobilistico”, e nel 1903 ottenne prestigiosi piazzamenti in circuiti nazionali ed internazionali. Gareggiava con una Gaggenau, qualche anno dopo con una SPA, e prese parte al Circuito delle Ardenne, alla corsa Semering, al circuito di Brescia e a quello di Bologna.
Legato da profonda amicizia al conte Almerico Da Schio, nel 1905 fu testimone oculare delle prime ascensioni del dirigibile Italia, rimanendo affascinato dal “più leggero dell'aria” tanto da appassionarsi al modo dei dirigibili per tutto il resto della sua vita.  Andò in Francia per acquistare un pallone aerostatico, e nel 1907 conseguì il brevetto di pilota per aerostato, ed iniziò a volare con palloni di sua costruzione.
Nel 1909 fornì ad Almerico Da Schio un nuovo motore per il dirigibile Italia , uno S.P.A. da 35 CV, e a bordo dello stesso compì un volo il 7 aprile dello stesso anno insieme al tenente Ettore Cianetti.  Sempre nel 1909, volando su un pallone sferico, compì l'attraversata delle Alpi. 
Entusiasta per le esperienze aeronautiche avute, decise di costruirsi un proprio dirigibile, e nella campagna circostante alla sua villa di Magrè, costruì a proprie spese un aeroscalo dotato di un grande hangar in legno, e lì ed realizzò, avvalendosi dell'opera del meccanico Antenore Bottazzi, il suo primo dirigibile, l'Ausonia.
Il dirigibile, il primo in Italia ad essere costruito con materiale interamente di provenienza nazionale, fu pronto per i voli ufficiali nella primavera del 1910. Smontato a pezzi venne trasferito e rimontato in un hangar a Mantova, andando interamente distrutto nel corso di violento temporale nella notte del 10 giugno 1910, senza compiere alcun volo ufficiale.
Ritornato nuovamente a Magrè, in soli sette mesi realizzò il suo secondo dirigibile, l'Ausonia bis.
Questo nuovo dirigibile, come il precedente, era interamente costruito con materiali nazionali e alloggiava un motore S.P.A. a quattro cilindri in linea, raffreddato ad acqua, da 55 CV. Smontato a pezzi venne trasferito e rimontato presso l'aeroscalo militare di Boscomantico (Verona). Prima di effettuare il primo volo con il nuovo dirigibile, alle 10:00 del 15 gennaio 1911 decollò con un aerostato Ausonia da Boscomantico ed atterro a Montesale, a 20 km di distanza da Verona. L'Ausonia bis partì da Boscomantico con lui come motorista e il tenente del genio Benigni come pilota, il 18 gennaio ed entro il 30 dello stesso mese, compì due memorabili raid aerei, sorvolando le città di Verona, Mantova, Brescia ed il lago di Garda, spesso incontrando condizioni climatiche proibitive. Il raid, che terminò nei pressi di San Benedetto Po, fu un grande successo che lo rese famoso. Al termine di queste prime, e fortunate esperienze di volo, non avendo appoggi preso il governo per costruire altri esemplari da destinare a compiti militari, nel maggio del 1911 l'Ausonia bis venne da lui ceduto alla scuola d'aviazione di Taliedo e non se ne seppe più nulla.
Riprese poi a volare in pallone, e nel 1912, con l'aerostato “Libia” attraversò di nuovo le Alpi, compiendo il raid di distanza Padova-Lago Balaton, in Ungheria.
Nello stesso anno, a Stoccarda, prese parte alla "Coppa Aeronautica Gordon Bennett", prestigiosa competizione riservata a palloni aerostatici e ancora oggi esistente, volando da Stoccarda ad Ostrovo e classificandosi al 15º posto. Con l'aerostato N.3 conseguì il primato di altezza salendo a 5.250 m, effettuando otre 60 ascensioni.
All'entrata in guerra del Regno d'Italia, avvenuta il 24 maggio 1915, il 16 giugno fu arruolato nel Regio Esercito con il grado di tenente, assumendo il comando del dirigibile U.3 per impieghi sperimentali. e poi divenne istruttore di sferico e di dirigibile. Nel 1917, ottenuto il brevetto di Comandante di Dirigibile Militare assunse il comando del Cantiere dirigibili Usuelli di Milano.  Divenuto comandante di squadriglia di aeronavi della Regia marina, volando sul dirigibile P.7, avendo come motorista Ettore Arduino, eseguì una prima ricognizione esplorativa sul Mare Adriatico l'8 aprile 1917. Fu comandante del dirigibile  U.5 dal 24 aprile al 31 ottobre 1917, eseguendo missioni di esplorazione sul mare Tirreno, e poi con uno della serie DE con cui, partendo da Vigna di Valle, eseguì alcune missioni di ricerca antisommergibile sempre sul Tirreno.
Nella sua carriera volò come pilota a bordo dei dirigibili U.1, U.2, U.3, U.4, U.5, P.4, P.7, DE e M.1.
Dopo il termine del conflitto, pur rimanendo sempre nell'ambiente aeronautico, lasciò Schio stabilendosi a Verona, dove nel 1924 fu tra i fondatori del locale Reale Aeroclub d'Italia di cui fu commissario straordinario, e poi primo presidente, rimanendo in carica fino al 1931. Fu organizzatore di tre manifestazioni aeree. 
Si spense a Quinzano, in provincia di Verona, il 29 marzo 1967 all'età di 85 anni, e la salma fu successivamente tumulata nel cimitero di Schio.

### Annotazioni
1. ↑  Già collaboratore di Almerico Da Schio nella realizzazione del dirigibile Italia.

### Fonti
1. ↑  Ufficio Storico dell'Aeronautica Militare 1969, p. 48.
2. 1 2 3 4  Pesce 1982, p. 37.
3. 1 2 3 4 5 6 7 8  Historic.
4. 1 2 3  Pesce 1982, p. 38.
5. 1 2 3 4 5 6  Veronavolat.
6. 1 2 3 4 5 6 7  Mancini 1936, p. 495.
7. ↑  Ausonia Schio.